# Taïfa de Ronda
1039–1065
La taïfa de Ronda est un royaume médiéval du sud de la péninsule ibérique durant Al-Andalus, des Banou Ifren, qui exista de 1039 à 1065, date à laquelle elle fut conquise par la taïfa de Seville. Sa capitale fut Ronda. Le royaume de Ronda dans la province de Malaga en Andalousie fut fondé par les Qurra des Banou Ifren en 1039. Abou Nour sera le 1er seigneur de la Taïfa des Banou Ifren,. Il construira plusieurs édifices importants et renforcera les murailles de défenses de la ville. C'est à partir de cet instant que la ville de Ronda prendra sa configuration urbaine jusqu'à aujourd'hui.

## Histoire

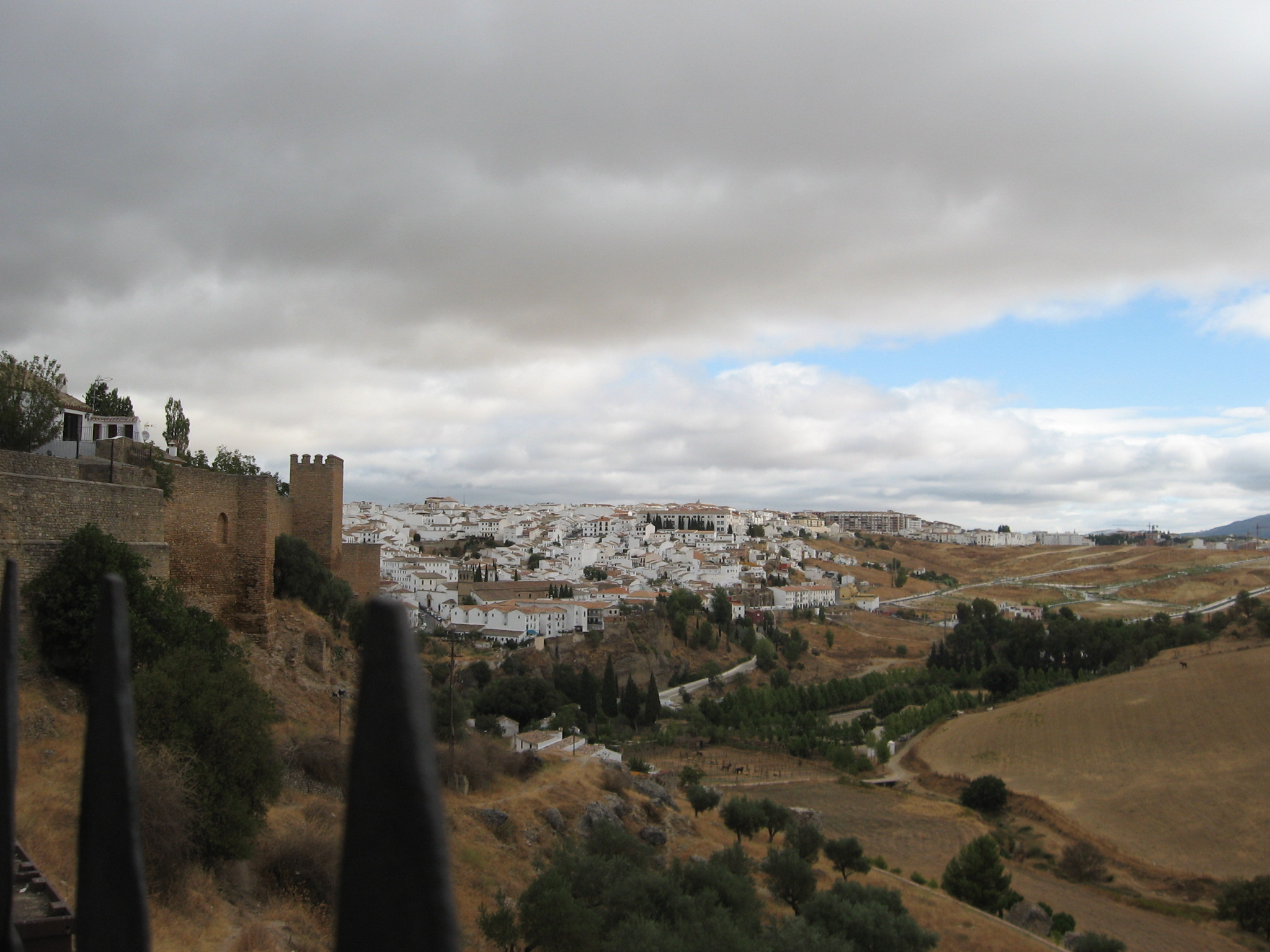
Une partie de la muraille de la ville de Ronda édifiée par Abou Nour

Les Ifrénides étaient arrivés dans la péninsule Ibérique au Xe siècle et s'étaient installés à Cordoue. Une seconde vague fut reçue  par le gouvernement omeyyade à la fin du Xe siècle et  incorporée dans les milices berbères d'al-Andalus. Leur chef Abou Yedda reçut plusieurs concessions territoriales. Ses descendants eurent alors des hauts rangs dans les milices zénatiennes d'al-Andalus. Au cours de la fitna, un neveu d'Abou Yedda, Abou Nour Hilal b.Abi Qura b.Dounâs a pu expulser de Takourouna le gouverneur omeyyade Amir b.Fatouh. Il s'établit à Ronda  comme  prince indépendant, grâce au partage des territoires décidé par Soulayman al-Moust'ain, surnommé l'"Imam des Berbères". Le royaume de Ronda passa par la suite sous la domination des Abbadides de Séville. Idris b. Yahia dit Al Ali restera chez les Banou Ifren avant sa prise de la ville de Malaga.

## Chronologie de la succession

Taïfa de Ronda

Le fils de Corra, Abou Nour sera seigneur de la Taïfa  des Banou Ifren de Ronda et de Séville[réf. nécessaire] en Andalousie de 1023 à 1039[réf. nécessaire] et de 1039 à 1054.
Le fils de Nour Badis ben Hallal de 1054 à 1057 à Ronda.
Abou Nacer de 1057 à 1065 à Ronda,.

## Liste des émirs
- Abu Nur Hilal : 1039/40-1053/4
- Nour Badis ben Hallal : 1053/4-1057/8
- Abu Nur Hilal : 1057/8
- Abu Nars Fatuh : 1057/8-1065